# 일본 천황

국화문장은 공식 국장은 아니지만 일본 천황의 상징이며, 국장처럼 쓰이기도 한다.

천황(일본어: 天皇 덴노[*], 영어: Emperor of Japan)은 일본의 군주로, 일본 황실의 대표이자 일본의 상징적인 국가 원수이다.
일본국 헌법에서는 천황을 일본의 주권을 가진 일본 국민의 총의에 기반한 일본의 상징이자 일본 국민 통합의 상징이라고 규정하고 있다. 또한 일본 천황가는 현존하는 세계에서 가장 오래된 왕실 가운데 하나다.
지위로서 천황의 기능에 대해서는 일본국 헌법 제1조부터 제7조에 명시되어 있다. 천황은 “일본국의 상징이며, 일본 국민 통합의 상징”(제1조)으로 규정되어 내각의 조언과 승인에 의해, 법률이나 조약의 공포, 국회가 지명한 내각총리대신의 임명, 국회의 소집 등의 국사행위로 제한된 권한(제7조)을 가진다.
일본 황실의 계보가 한 번도 끊어지지 않고 존속되었다고 주장하는 의미로 만세일계(萬世一系)라는 말이 있다. 일본 제국 때에는 세계의 만방이 모두 천황의 지배하에 있다는 팔굉일우(八紘一宇)라는 이념이 천황제 파시즘과 황국사관의 근본사상이 되었다. 한편 천황이 국가원수의 지위를 갖느냐와 관련하여서는 헌법에 명시되어 있지 않아서, 국가 원수라고 보는 견해와 반대하는 견해가 대립한다. 현재는 제126대 천황인 나루히토가 황위에 있다.

## 호칭

### 일본에서의 호칭

#### 헤이안 시대이전
'천황'이라는 칭호가 생기기 이전에 고대 야마토에서 수장이라는 뜻의 칭호를 국내에서는 「오키미(大君)」(치천하대왕) 또는 천왕(天王)이라 불렀고, 대외적으로는 왜왕(倭王), 왜국왕(倭國王), 대왜왕(大倭王) 등으로 칭했다. 고대에는 스베라기(須米良伎), 스메라기(須賣良伎), 스메로기(須賣漏岐), 스메라미코토(須明樂美御德), 스메미마노미코토(皇御孫命) 등으로 불렸다.
'천황'이라는 칭호가 성립된 것은 7세기 후반의 일로 다이호 율령에서 「천황(天皇)」이라는 칭호를 법제화하기 직전인 덴무 천황 또는 지토 천황의 시대의 일로 보는 것이 통설인데, 시기상 7세기 후반은 중국의 당 고종이 '천황'이라는 칭호를 사용한 직후의 일이기도 했다. 태평양 전쟁 이전의 사학자 쓰다 소키치는 스이코 천황 시대에 성립되었다는 설을 주장하기도 했다.
13세기 이후 「천황」이라는 칭호의 사용은 잠시 폐해지기도 했으나, 19세기 초에 다시 사용되기 시작되어 현재에 이르고 있다(후술).
일본 고대의 한자음 차자표기에서는 「덴와(てんわう)」로 표기된다. 「덴와」는 중세를 지나며 「덴노(てんのう)」로 변화되었다.
「천황」이라는 칭호의 유래에는 여러 가지 설이 있다.
- 고대 중국에서 북극성을 신격화하여 가리키던 도교의 용어 「천황대제(天皇大帝)」 또는 「부상대제동황부(扶桑大帝東皇父)」에서 따왔다는 설.
- 당 고종이 도교적 용어인 「천황」을 칭한 것을 일본에서도 수입해서 썼다는 설.
- 5세기경에 대외적으로 「가외천왕(可畏天王)」, 「귀국천왕(貴國天王)」 등 단순히 「천왕(天王)」 등으로 불리던 것이 스이코조(또는 덴무조)에 「천황」이 되었다는 설.

| 문서 ・ 금석문                                             | 연대  | 발췌                                        | 출전                                                                  | 현대의 평가 |
| ---------------------------------------------------------- | ----- | ------------------------------------------- | --------------------------------------------------------------------- | --- |
| 견당사의 국서                                              | 607년 | 日出處天子致書日沒處天子無恙                | 《수서》(636년 성립)                                                  | |
| 호류지 금당 약사여래상 광배명 (法隆寺金堂薬師如来像光背銘) | 607년 | 池辺大宮治天下天皇                          |                                                                       | 실제로는 607년보다는 조금 뒤인 하쿠호 시대에 제작된 것으로 보인다.                                                                                      |
| 쇼토쿠 태자가 수에 보낸 국서                               | 608년 | 東天皇敬白西皇帝                            | 《일본서기》(720년 성립)                                              | 《일본서기》 외에는 보이지 않는다. |
| 호코지 장륙석가상 광배명 (法興寺丈六釈迦像光背銘)          | 609년 | 多知波奈土與比天皇                          | 겐코지 가람연기(元興寺伽藍縁起) 및 유기자재장(流記資財帳)(746년 성립) | 현재 유물 자체는 남아있지 않다. |
| 천황기(天皇記)                                             | 620년 | (제목 자체에 「천황」이 포함되어 있음)      | 《일본서기》                                                          | 현재 전하지 않으며 《일본서기》 외에는 기록이 없다. |
| 천수국수장(天寿国繍帳)                                     | 7세기 | 斯帰斯麻宮治天下天皇 悲哀嘆息白畏天皇前日啓 | 《상궁성덕법왕제설》(上宮聖徳法王帝説)(성립시기 불명)                 | 천수국수장은 파손된 부분이 많고 발췌된 부분도 「皇前日啓」 등의 부분만 존재. 나머지 전문은 《법왕제설》에서 전하는 것이다. 성립연대를 두고 논쟁이 있다. |
| 목간(木簡)                                                 | 677년 | 天皇聚露忽謹                                | 아스카노이케(飛鳥池) 유적 출토                                        | 「천황」이라 기록된 가장 오래된 문자 기록 |

천황이라는 칭호는 율령(「의제령儀制令」)에 규정이 있는데, 《양로율령》(養老律令) 천자조(天子条)에 따르면 제제사에서는 ‘천자’(天子), 조서에서는 ‘천황’, 대외적으로는 ‘황제’, 신하가 직접 주달할 때에는 ‘폐하’, 황태자 등 후계자에게 양위한 경우에는 ‘태상천황’(太上天皇), 외출시에는 ‘승여’(乘輿), 행행시에는 ‘거가’(車駕) 등으로 부르는 7개의 호칭이 정해져 있었지만, 이러한 표현은 표기시에만 사용할 뿐, 어떻게 쓰더라도 읽는 것은 당시의 풍속을 따라 ‘스메미마노미코토’(すめみまのみこと)나 ‘스메라미코토’(すめらみこと) 등으로 칭한다(특히 제사 지낼 때에는 「天子」라 쓰고 「스메미마노미코토」로 읽었다). 천황의 죽음은 붕어(崩御)라 했고, 재위중인 천황은 금상 천황(今上天皇), 사망한 뒤 추시되는 시호가 정해질 때까지는 대행 천황(大行天皇)이라 불렸다. 배우자는 「황후」(皇后, 오오키사키). 천황 자신이 칭할 때는 「짐(朕)」, 신하들로부터는 「지존」(至尊)이라 불렸는데, 모두 중국의 제도를 답습한 것이었다.
나라 시대인 덴표호지(天平宝字) 6년에 진무 천황부터 지토 천황까지의 41명의 천황 및 겐메이 천황 ・ 겐쇼 천황에 대한 한풍(漢風) 시호가 오우미노 미후네에 의해 일괄적으로 바쳐졌음이 《속일본기》에 기술되어 있지만, 이것은 당대의 칭호와는 관계없는 시호일 뿐이다.

#### 헤이안 시대~에도 시대
헤이안 시대부터 에도 시대까지 일본 천황은 '미카도'(御門, 帝)라거나 '긴리'(禁裏), '다이리'(内裏), '긴주'(禁中) 등의 여러 표현으로 칭해졌다. 가장 많이 쓰인 칭호는 '미카도'로, 고쇼(御所)에서 천황이 드나드는 문을 가리킨다. 긴리·다이리·긴주는 그 어소를 가리키는 말이다. 이러한 표현은 천황을 직접 지칭하는 것을 피하기 위한 표현이다. '폐하'도 마찬가지다.
또한 '주상'(主上, 오카미, 슈조)라는 표현도 이용되었다. '천조'(天朝)는 일본의 왕조를 가리키는 말이지만, 조정이나 국가, 또는 천황을 가리킬 때도 사용되었다. '스메라미코토', '스메로기', '스베라키' 등 또한 사용되었다. '황후'는 일본어 음독으로는 '고고' 또는 '오오키사키'이고, '중궁'(中宮)이라고도 불렸으며, 금상천황 또한 '당금의 제'(當今の帝, 도긴노미카도) 등으로 불리기도 했다. 태상천황은 '조코'(上皇), '센토'(仙洞), '인'(院)으로 불리기도 했으며, 출가한 경우에는 '법황'(法皇)이라고도 불렸는데, 이는 '선정법황'(禪定法皇)의 줄임말이다.
태상천황은 고카쿠 천황이 닌코 천황에게 양위한 이후에는 사실상 사라진 표현이며, 제국 시대 이후에는 제도적으로도 존재하지 않게 되었다. 이는 황실전범(옛 황실전범)이 퇴위에 대한 규정 없이, 천황의 붕어를 통해 황태자가 즉위한다고 규정하였고, 이후 개정된 현행 황실전범 역시 이를 따르고 있기 때문이다.
헤이안 시대 이후 천황을 가리키는 호칭으로 가장 많이 사용된 것은 '인'(院)이 가장 많이 쓰였다. 인은 원래 양위한 상황(태상천황)의 거처를 가리키던 말이었다. 헤이안 시대 후기에 태상천황 즉 양위하고 물러난 상황이 현직 천황을 대신해 정치를 행하게 되고 이것이 제도처럼 굳어지게 되면서 태상천황의 처소인 '인'을 천황 그 자체를 가리키는 말로 부르게 된 것이다.
심지어 천황이나 천황과 관련된 사물을 일컬어 '국왕' 또는 '왕'이라는 말을 써서 부르는 경우도 많았다. 일본의 율령제에서는 왕이라고 할 경우 친왕/내친왕(천황의 적자녀)의 아들 즉 천황의 손자 항렬에 해당하는 남녀 왕족(왕, 여왕)을 가리키는 말로 쓰였지만, 한 독립국의 군주를 가리키는 칭호로써 왕을 사용하여 천황을 부른 경우도 현존하는 당대 일본 문서와 군키모노가타리 등의 문학에서도 많이 발견되고 있다.

#### 일본 제국
일본제국 헌법에서 처음으로 천황의 호칭이 ‘천황’으로 통일되었다. 그러나 외교 문서 등에서는 ‘일본국 황제’가 많이 이용되었으며, 국내의 공문서에서도 종종 사용되었다. 표기는 통일되어 있지 않았을 뿐만 아니라, 민간에서는 ‘천자님’(天子様)으로 불리기도 한 것으로 보인다. 육해군의 통수권을 가졌다는 의미에서 ‘대원수’라고도 불렸다.

#### 현대 일본
일반적으로는 일본 내의 각종 보도 등에서 천황의 경칭은 황실전범에 규정된 ‘폐하’를 채용하여 ‘천황폐하’로 칭한다. 궁내청 등의 공문서에서는 다른 천황과의 혼동을 막기 위해 ‘금상폐하’로 칭하기도 한다. 3인칭으로 경칭없이 ‘지금 천황’(今の天皇)이나 ‘현재 천황’(現在の天皇), ‘금상 천황’(今上天皇) 등으로 불리는 경우도 있지만, 근래에는 완곡한 표현을 이용하는 것은 극히 드물다.

### 영어권에서의 호칭
Emperor 즉 ‘황제’라고 부르고 있다. 현재 즉위 중인 세계의 군주 중에서 유일하게 Emperor로 불리는 군주이다. 이는 20세기 이후 동서양의 왕정들이 대부분 철폐되어 사라지고(쿠데타 혹은 왕통 단절, 헌법 개정으로 인한 국체 변경) 얼마 남지 않게 된 상황에 기인하는 것이기도 하다.
또한 동양에서와는 달리 서양에서의 '황제'와 '왕'은 양자간 서열상 우열은 있을 망정 그것이 꼭 어느 한쪽에 대한 다른 한쪽의 신종(臣從)을 전제하는 것은 결코 아니며, 서양의 역사에서 로마 제국이 '공동 황제' 또는 '동서 정제 및 부제' 형식으로 두 명 이상의 황제를 두는가 하면(동양에서 '황제'란 원칙적으로 하나의 국가 안에 단 한 명만이 존재할 수 있다), 오스트리아 대공국의 '여대공'이면서 헝가리-크로아티아의 '왕'을 모두 겸무했던 신성 로마 제국의 황후 마리아 테레지아나, 그 아들 요제프 2세처럼 신성 로마 제국의 '황제'이면서 오스트리아 대공국의 '대공'을 겸직하거나, 대영 제국의 빅토리아 여왕처럼 영국과 아일랜드의 '여왕'이면서 (영국령) 인도 제국의 '황제'까지 겸하면서(이 경우는 왕이 다스리는 '왕국'이 황제가 다스리는 '제국'을 왕국의 하부 식민지로 두고 있는 셈이다) '대영 제국 황제'라고 자처하는 등, 동군연합의 관점에서 왕이면서 황제를 겸하고 황제면서 공작까지 겸하는 등 동양에서라면 결코 있을 수 없는 사례까지 존재하기에 서양의 황제관(觀)과 동양의 황제관이 완벽하게 동일선상에 있는 것은 아니다.

### 한반도에서의 호칭
역사적으로 한반도에서는 일본이 '왜국'(야마타이국)으로 불리던 시절부터 교류가 있었고, 이 무렵의 기록에는 왜국의 정치적 지도자로써 한반도 국가(주로 신라와 백제)들과 외교적으로 교섭했던 상대를 가리키는 칭호인 '왜왕'(倭王)으로 등장한다. 그러다가 왜국이 '일본'으로 국호를 바꾼 뒤에는 '일본국왕'으로 등장하는데, 여기서 일본국왕이란 일본 천황 내지 일본 천황의 사자로써 국외에 파견되어 대외 업무를 수행하는 실무진의 최고 책임자를 가리키는 것으로 풀이된다.
다만 일본은 견당사 중지(894년) 이후 중국이나 한반도에 공식 외교 사절을 파견하지 않는 고립주의적 외교로 선회하였고, 천황은 외교 교섭의 일선에 나서는 경우가 없어서 태정관이나 고료칸이 위치한 다자이후에서 외교 업무를 전담하였기에 일본이라는 왕국의 외교적 최고 대표자로써의 '일본국왕'이라는 직함으로 중국이나 한반도와 교섭을 행하고자 사신을 파견하는 경우는 난보쿠초 시대에 규슈의 남조 세력인 정서부의 수장 가네요시 친왕이 명에 사신을 보내고 '일본국왕 양회'라는 이름으로 홍무제로부터 '일본국왕' 책봉을 받을 때까지 좀처럼 일어나지 않았다. 가마쿠라 막부 또한 지리적으로 동쪽에 치우쳐 있다는 점에 더해서 그 막부의 쇼군부터가 싯켄의 꼭두각시에 불과한 처지였기 때문에 외국과의 교섭에 나선다는 것은 생각도 할 수 없는 것이었다.
가네요시 친왕이 명에 사신을 보내어 '일본국왕'으로 책봉을 받은 뒤에 고려에서는 일본에 사신을 보내 북조 즉 무로마치 막부와 교섭을 행했는데, 명이나 고려나 모두 대일본 교섭에 있어서의 주요 현안은 당시 한반도 및 중국 남부 연안을 약탈하던 왜구에 대한 금압 문제였다. 이 과정에서도 천황이 아닌 막부의 실권자 즉 쇼군이나 그 권한을 위임받은 자들이 외교 현안을 대신했고, 천황은 그 외교 현안에 대한 결정에 별다른 개입을 하지 않았다. 막부 쇼군으로써 한반도 국가에서 외교 교섭 과정에서 '일본국왕'으로 인식된 것은 무로마치 막부의 세이이타이쇼군이었고, 초기에는 단순히 '일본국 상국'(日本國相國)으로 칭했을 뿐이었고 고려나 조선 또한 국왕으로 부르지는 않았다. 그러다 무로마치 3대 쇼군으로써 명으로부터 '원도의'라는 이름으로 일본국왕으로 책봉된 요시미츠가 사망(1407년)한 뒤, 조선 조정은 무로마치 쇼군을 일본의 최고 실권자로 인식하고 이들을 '일본국왕'으로 호칭하였으며, 신숙주의 《해동제국기》와 같은 경우에는 쇼군을 국왕으로 호칭하고, 천황은 국정과 무관한 존재로 이름만 기록하고 있다.
임진왜란 직전인 1590년에 일본에 파견된 통신사의 부사였던 학봉 김성일은 도요토미 히데요시에 대한 알현 형식에 대한 논의에서 ‘관백’(關白)을 ‘위황(僞皇)의 정승’으로 칭하고, 천황을 일본의 최고 통치자로 인식하였다. 다만 일본의 입장에서 지칭할 때는 ‘천황’이라고 지칭하여 호칭을 다르게 사용하고 있다. 분명한 것은 조선 조정에서 '천황'의 존재를 알고 있으면서도 천황을 종교적·의례적인 존재로 파악하고, 자리만 있을 뿐 정사에는 관여하지 않는 존재임을 파악하고 있었다는 것이다. 조선 조정의 관료들은 일본에 '천황'이라는 존재가 있고 쇼군이 등장하기 전부터 일본이라는 나라를 다스렸던 진정한 '일본의 왕'이었음을 알고 있었지만 현재 시점에서는 실권자인 쇼군에게 밀려서 아무런 실권도 없다는 것을 알고 있었다. 조선 초기 성현의 《용재총화》에는 '아무 것도 가진 것이 없으면서 주위로부터 떠받들어지는 존재'를 얕잡아 부르는 말로 '왜황'(倭皇)이라는 말이 조선 시대에 퍼져 있었음을 전하고 있다.
한일 양국에서 천황의 존재감은 임진왜란은 물론 에도 시대까지도 그렇게 크지 않았다. 에도 막부의 쇼군이 조선 국왕의 국서에 대해 보내는 답서에서 스스로를 '일본국 대군'(日本國大君)이라고 불렀는데, 아라이 하쿠세키가 잠시 '일본국왕'으로 바꾸어 쓰게 했다가 하쿠세키가 실각한 이후에는 다시 '일본국 대군'으로 되돌렸으며, 막부가 사라진 뒤에는 이 '일본국 대군'이라는 칭호는 천황을 가리키는 비공식 칭호 가운데 하나가 되었다.
대한민국 정부의 외교 채널에서 공식적으로 명시한 호칭은 '천황'(덴노)이지만, 외교 채널에서 공식적으로 쓰고 있는 말이라고 해서 일반 대중 및 언론에서까지 그것을 사용할 것을 강제한다는 법은 없어서, 한국의 주요 언론 매체에서는 영국, 네덜란드, 스페인, 덴마크, 스웨덴 등 세계의 다른 왕정 국가의 국왕들을 다룰 때와 마찬가지로 '일왕'(日王) 또는 '일본 국왕'이라는 호칭을 사용한다. 이는 과거 '일본 황제' 또는 '일본 천황'이라는 말의 약칭인 '일황'(日皇)이 근대 일본 제국(조선과 류큐, 만주 및 동남아시아 일부를 식민지로 다스렸던)의 마지막 천황이었던 쇼와 천황(히로히토)이 사망(1989년)한 이후로 '황'이 '왕'으로 바뀐 것으로, 현대의 일본국은 과거의 일본 제국과는 다른 형태의 국가가 되었다는 것, 쇼와 천황이 사망한 뒤의 일본 천황은 그 '일본 제국의 황제'(The Emgeror)가 아닌 '일본국의 천황'(Emperor of Japan)으로써 일본이라는 나라 안에서의 군주이며, '천황'(Emperor)이라는 지위가 짐짓 영국이나 네덜란드, 덴마크 등지의 '왕'(King) 또는 룩셈부르크나 모나코의 '공'(Prince)과의 사이에(일본이 세계에서 유일하게 자국의 국왕을 '황제'라고 부르듯이 룩셈부르크와 모나코 역시 세계에서 유이하게 자국의 국왕을 '공' 또는 '대공'이라고 부르는 나라이기도 하다) 어떠한 서열상의 상하 내지 우열 관계가 존재하지 않는다는 것을 일반 대중들에게 환기하고 강조하기 위한 것이다.
국립국어원의 표준국어대사전에는 ‘천황(天皇)’을 ‘일본에서 그 왕을 이르는 말’로 설명되어 있으며, 국사편찬위원회에서 출간된 《한국사》에는 일본어 발음인 ‘덴노’로 표기되었다. 이밖에 한국 국내의 일본사 관련 학술대회 및 세계사 교과서에서는 학술적인 정밀함을 기하기 위해서 '천황'이라는 호칭을 사용한다. 조선민주주의인민공화국에서는 일본의 왕조 체제를 강조하기 위해 '천황'이라는 호칭을 사용한다.

## 역사
나라 시대(710년~794년)에 일본 조정에서 편찬한 《일본서기》와 이보다 앞서 성립된 《고사기》에 따르면,  일본 천황가의 시조는 진무 천황(神武天皇)이며, 기원전 660년에 즉위했다고 적고 있지만, 현대에는 진무 천황을 시작으로 2대 스이제이 천황부터 9대 가이카 천황까지는 실존하지 않았던 허구의 인물로 본다(결사팔대).
고대에는 오오키미(大君)라 불렸다. 645년 다이카 개신으로 처음 천황을 정점으로 하는 정치를 선포하였지만, 7세기 후반부터 중국을 모방한 율령제가 도입되고서야 일본에서는 동아시아 중국이나 한국과 같은 중앙집권국가의 성립을 이루었다. 701년에 다이호 율령이 일본 역사에서의 진정한 율령으로 평가된다. 710년 헤이조쿄(平城京)로 천도했다.
9세기부터 천황은 차츰 실권을 잃고 대신 유력 귀족층이 정치 권력을 장악하기 시작했다. 10세기에는 천황가와 혼인관계를 맺은 후지와라 북가가 '천황의 외척'이라는 지위를 내세워서 어린 천황의 정치를 보좌한다는 명목으로 조정의 정치를 좌우하는 셋칸 정치를 시작했다. 그리고 11세기 말에는 기존의 셋칸정치를 행하던 후지와라 셋칸케 대신 천황의 친아버지(내지 양아버지)인 상황(上皇)이 이른바 '치천의 군'(治天-君)으로써 어린 천황을 대신해 통치하며 후계 천황 계승자까지 지명하게 되는데(인세이) 이 과정에서 일본 역사에서 최초로 '무사'라는 계급이 중앙의 정치에 대두하였다.
일본 역사 최초의 막부(군사정권)를 세운 미나모토노 요리토모가 조정으로부터 세이이타이쇼군으로 임명되는 1192년을 일본 역사에서는 헤이안 시대가 끝나고 가마쿠라 시대가 시작되는 시점으로 분류하고 있다. 요리토모 사후 3대 쇼군 미나모토노 사네토모의 대까지 교토 조정과 가마쿠라 막부가 병립하는 이두정치가 이루어졌으나, 사네토모가 암살당해 요리토모의 대가 끊어지고 이를 호기로 여긴 고토바인(後鳥羽院)이 전국의 무사들에게 인젠을 내려 막부 타도를 명하였다. 그러나 무사들이 도리어 가마쿠라 호조 씨(겐지 쇼군의 외가)의 편을 들어 결집해 반격하면서 고토바인은 오키로 유배되었고, 막부가 왕위 계승까지 관여하게 되면서 교토의 조정은 정치적 실권을 잃고 막부에 종속되어 왕위 계승조차 막부에 관리당하는 지경에 이르게 되었다.
특히 가마쿠라 시대에는 '치천의 군' 지위 계승을 놓고 왕실이 지묘인 왕통과 다이카쿠지 왕통으로 분열되어 다툼을 벌였는데, 이에 대한 가마쿠라 막부의 조정은 이른바 '양통질립'이라 하여 두 왕통이 교대로 천황에 즉위하도록 중재하는 것이었다. 이는 왕통의 분열과 대립을 완벽하게 잠재우지는 못했고 도리어 막부에 대한 반감만을 키우는 계기가 되어, 다이카쿠지 왕통의 고다이고 천황이 가마쿠라 막부 타도를 모의하게 되었고, 여기 가와치의 호족 구스노키 마사시게 및 가마쿠라 막부의 고케닌이던 아시카가 다카우지와 닛타 요시사다의 호응으로 가마쿠라 막부를 멸망시키고(1333년) 천황 친정을 부활시켰다(겐무 신정).
그러나 천황의 친정이라는 이름으로 강행되는 현실과는 맞지 않는 정책과 이에 수반된 세금 부담, 나아가 기존의 무사 세력들에 대한 홀대가 이어지는 것에 대해 신정에 불만을 품은 무사들이 아시카가 타카우지를 중심으로 결집하면서 겐무 신정은 붕괴했고, 아시카가 타카우지가 고다이고 천황의 양위를 이끌어낸 뒤 지묘인 왕통의 고곤 천황을 옹립하고 새로운 막부를 선포하면서 막을 내렸는데(무로마치 막부) 고다이고 천황이 이를 인정하지 않고 교토를 탈출하여 나라의 요시노로 내려가 자신이 정통임을 선포하면서 교토의 북조-무로마치 막부와 요시노의 남조 세력이 양립하는 난보쿠초 시대로 이어졌다. 난보쿠초 시대의 동란이 막을 내린 것은 1392년 3대 쇼군 아시카가 요시미쓰에 의해서였다.
요시미츠는 일본국왕의 자격으로 명나라의 영락제에게 조공하는 명일무역을 시작했다. 1394년 요시미츠가 죽자 일본 조정은 그에게 '로쿠온인 태상법황'(鹿苑院太上法皇)이라는 칭호를 주었다.
아시카가 요시마사 시절 오닌의 난이 일어나며 센고쿠 시대가 시작되면서 무로마치 막부도 교토 조정도 쇠퇴했다. 이 시절의 천황은 무로마치 막부와 마찬가지로 일본이라는 나라의 유일무이한 국왕이라는 권위가 있었고, 그 권위를 살려서 오닌의 난 당시에도 다이묘들에게 전쟁을 그만두라고 말리는 이른바 '치벌윤지'를 내리기도 했지만, 쇼군에게도 천황에게도 이들을 견제할 실권은 아무 것도 없었다. 권력이 사라지면서 재력도 사라져서 고카시와바라 천황은 아버지 고쓰치미카도 천황이 붕어(1500년)했는데도 장의(葬儀)을 치르지 못해 시신이 40일 동안 다이리 안에 방치되기도 했고, 고카시와바라 천황 본인이나 고나라 천황은 즉위식을 치를 돈이 없어서 천황으로 천조(왕위를 이어받음)하고도 즉위식을 거행하지 못했다. 그나마 고나라 천황은 천조 후 10여 년이 지나서야 각지의 다이묘들로부터 '성금'을 받아 즉위식을 거행할 수 있었고, 고나라 천황 자신의 어필을 팔아서 재원으로 보탰다. 오기마치 천황도 천조 3년 뒤에야 주고쿠의 다이묘 모리 모토나리가 헌상한 황금 덕분에 즉위식을 거행할 수 있었다.
오다 노부나가, 도요토미 히데요시도 천황을 부정하지는 않았지만, 그렇다고 천황에 대한 경의를 보이지도 않았다. 도요토미 히데요시가 조선 침략을 벌일 때 당시의 천황이었던 고요제이 천황은 억지스러운 짓을 왜 하려 하느냐며 조선 침략을 그만둘 것을 명했지만 히데요시는 듣지 않았다. 에도 막부 시기에 천황의 권위는 유지되었지만 금중병공가제법도로 통제되었다. 자의 사건에서도 볼 수 있듯 천황의 권력은 거의 없었다.
유교(성리학)가 점차 관학화되면서 패자인 관백(쇼군)이 아닌 왕자(王者)인 천황이 일본이라는 왕국의 정당한 주권자이자 통치자라는 존왕론이 미토 번을 중심으로 성장해나갔고, 미토학이라고 불리는 이 사상은 에도 막부 말기 존왕양이 운동으로 확대된다. 막부에 대한 반감으로 야기된 도막 운동의 한편으로 일본이라는 왕국의 정당한 주권자인 천황을 중심으로 뭉쳐서 외세를 배격하자는 정치 사상이었다. 요시다 쇼인의 일군만민은 평등사상처럼 받아들여졌고 막부의 권위를 흔들었다. 하지만 존왕양이파 지사 일부는 천황을 '옥'(玉)이라 부르며 정권 찬탈의 도구 정도로 간주했다.
메이지 유신으로 막부가 무너지고 나라 시대 이후 처음으로 태정관제로 돌아가는 왕정복고가 이루어졌다(왕정복고의 대호령). 메이지 신정부는 천황을 전국에 순행시키며 사람들 사이에서 천황의 권위를 확립해 나갔다. 메이지 정부는 강력한 중앙집권 체제였고 사족 반란과 자유 민권 운동은 진압되었다. 메이지 정부는 의회를 열어 일본을 유럽의 입헌군주제처럼 만들려고 했다. 제국 시대 (1868년 ~ 1945년)에는 일본제국 헌법에는 “대일본제국은 만세일계의 천황이 통치한다.”라고 규정되었다.
근대 이전에는 연호가 국가적인 경조사 또는 재해에 의한 피해가 있을 때마다 바뀌어, 지금의 일세일원(一世一元)과는 달랐다.
1947년에 제정된 일본국 헌법부터는 “천황은 일본국의 상징이고, 일본 국민 통합의 상징이며, 이 지위는 주권을 가진 일본 국민의 총의에 기한다”라고 규정되었다.

## 지위

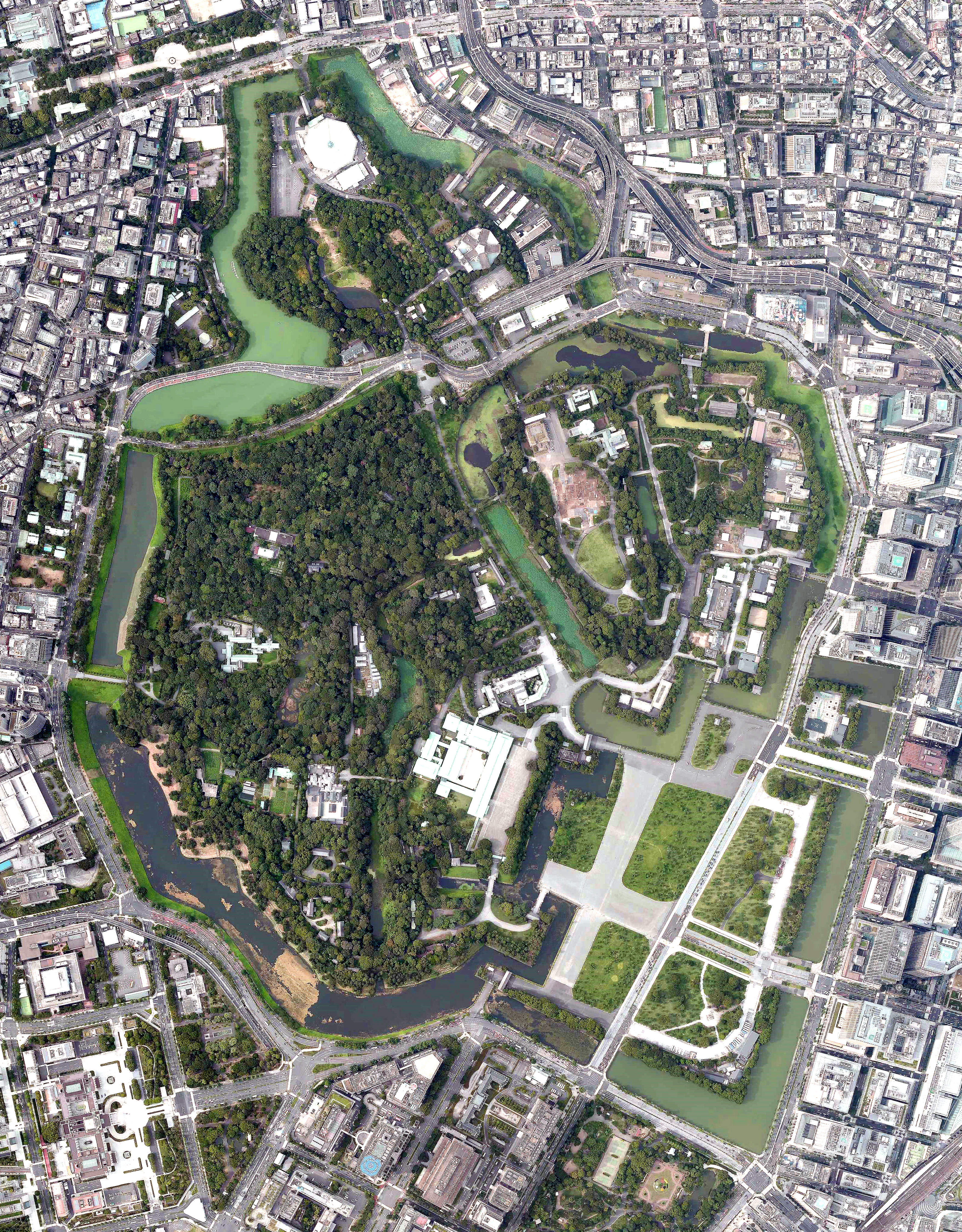
위성에서 바라본 고쿄 부근의 모습(2019년 촬영)

천황의 지위는 메이지 유신과 일본제국 헌법의 제정으로 일본에서 헌법으로 규정되었다. 그러나 일본제국 헌법과 제2차 세계대전 종전 이후에 제정된 일본국 헌법에서 언급되어 있는 천황의 지위와 권한을 비교하면 상당한 차이를 가진다. 전자의 경우에는 천황이 통치권자이자 신성한 존재로 규정되었음에 비하여, 후자의 경우에는 “천황은 일본국의 상징이고, 일본 국민 통합의 상징이며, 이 지위는 주권을 가진 일본 국민의 총의에 기한다”고 규정된 것이다.
일본제국 헌법 체제에서 천황의 지위는 아마테라스오미카미의 의사에 기초한 만세일계의 지위이다. 따라서 천황은 신성불가침의 존재였으며, 천황의 존엄을 침해하는 행위는 불경죄로 의율하여 중하게 처벌한다. 또한 천황은 천황대권으로 불리는 광범위한 권한을 가지고, 모든 통치권을 총람하는 존재였다. 즉 국가의 모든 작용을 통괄하는 권한을 가진다.
그에 비하여 제2차 세계대전 종전 이후의 일본국 헌법의 천황의 지위는 “주권을 가진 일본 국민의 총의에 기한” 것으로, 국민주권의 원리가 강하게 반영되어 있다. 따라서 천황제는 절대적인 것이라거나 불가변의 것이라고 할 수 없고, 국민의 총의에 기하여 가변될 수 있는 것이다. 니시다 쇼지는 이것이 이상하다면서 반대하기도 했다. 권한의 면에서도 천황은 형식적이고 의례적인 “국사에 관한 행위”, 이른바 국사행위만을 행할 수 있다.

### 천황의 국가원수 여부
일본국 헌법 제4조에서는 천황이 “헌법이 정한 국사에 관한 행위만을 행하며, 국정에 관한 권능은 갖지 않는다”라고 규정되어 있고, 국사 행위로 규정된 내용도 비준서 및 법률이 정하는 기타의 외교 문서를 인증하고, 외국의 대사 및 공사를 접수하는 등의 의례적인 행위에 해당해, 천황이 일반적인 ‘국가원수’인지에 대해서는 견해가 갈린다.
천황을 국가원수로 보는 견해는 “천황은 일본국의 상징이며, 일본 국민의 통합의 상징”(헌법 제1조)이라고 규정되어 있으며, 각각 국회와 내각의 지명에 근거하여 행정부(내각)의 수장인 내각총리대신과 사법권을 행사하는 최고재판소장관을 임명한다(제6조)는 내용에 근거한다. 또한 “국권의 최고 기관이며, 국가의 유일한 입법기관”인 국회를 소집(제7조 2호)·해산(제7조 3호)하는 등, 국정의 중요한 행위를 ‘국사행위’로 수행한다고 규정되어 있다(제7조, 다만 국사행위에는 내각의 조언과 승인에 의함). 또한 “전권위임장 및 대사, 공사의 신임장을 인증”(제7조 5호)하고, “비준서 및 법률이 정하는 기타 외교 문서를 인증”(제7조 8호)하며, “외국의 대사 및 공사를 접수”(제7조 9호)하는 등, 일반적으로 국가원수가 수행하는 외교상의 주요 행위를 천황이 실시하다고 정하는 등, 대내외적으로 천황이 국가원수라고 본다.
일본국 정부의 공식 견해로는, ‘천황은 국가원수’라고 한 1990년 5월 14일 참의원의 내각법제국 장관 답변이 있었다. 또한 천황을 ‘나라의 상징이며, 또 일정 부분의 외교 관계에서 국가를 대표하는 지위’에 있는, 한정된 의미의 국가원수로 표현했다. 천황 플래카드 사건에서 도쿄 지방재판소는 ‘국가원수인 천황’이라고 표현하여 천황을 국가원수로 표현했다.
천황을 국가원수로 인정하지 않는 견해는 일반적으로 일본국 헌법 제4조에서는 천황이 “헌법이 정한 국사에 관한 행위만을 행하며, 국정에 관한 권능은 갖지 않는다”라고 규정되어 있고, 국사행위로 규정된 내용도 “비준서 및 법률이 정하는 기타의 외교 문서를 인증"하고, “외국의 대사 및 공사를 접수"하는 등의 의례적인 행위에 해당되어, 실질적인 ‘국가원수’로 인정하기는 어렵다는 것을 이유로 들고 있다.

## 황위 계승
황실전범에 따르면 황위는 황통에 속하는 남계의 남자가 다음 순서에 따라 계승한다. 그러나 역대 일본 천황 계보를 살펴보면 여자가 천황이 된 경우도 여러번 있었다. 특히 고교쿠 천황은 여자임에도 불구하고 두 번이나 천황에 즉위했다.
황위 계승 조건은 다음과 같다.
1. 황장자
2. 황장손
3. 그 밖의 황장자의 자손
4. 황차자와 그 자손
5. 그 밖의 황자손
6. 황형제와 그 자손
7. 황백숙부와 그 자손
8. 최근친 계통인 황족

다만 황사에게 정신이나 신체상 불치의 중환이 있거나 중대한 사고가 있을 때에는 황실회의의 협의를 거쳐 위의 순서에 따라 황위계승의 순서를 바꿀 수 있다. 그러나 역대 일본 천황 계보에 의하면 태어나자마자 즉위하여 8살에 사망하거나 3살에 즉위하여 19살에 선양하고 59살까지 살거나(고토바 천황) 즉위하자마자 제위에서 쫓겨나거나(고분 천황) 천황의 권좌에서 물러난 이후 '原'씨 성을 부여받고 황족의 신분에서 신하의 신분으로 강등당하거나 자신보다 나이가 많은 후계자에게 선양하거나 이미 선양을 하고 나서 다시 정권을 되찾아 재즉위하거나(한 예로 역대 일본 천황 중에 고교쿠 천황과 사이메이 천황이 동일인물이라는 점) 하는 등 문제점도 많았다.
현재 일본 황실에는 여자 후손이 많고 남자 후손이 매우 적어서, 국민들 사이에서도 여자 황족도 제위를 계승할 수 있어야 한다는 여론이 생겨나고 있다.
이러한 조건에 따라, 현재 황위 계승 서열 1위는 아키시노노미야 후미히토 친왕이다. 다음은 황위 계승 서열 1위부터 3위까지의 명단이다.
| 왕위계승서열 | 이름                                                 | 사진 | 탄생                                                                                  | 배우자                                            | 계승권리        |
| ------------ | ---------------------------------------------------- | ---- | ------------------------------------------------------------------------------------- | ------------------------------------------------- | --------------- |
| 1위          | 아키시노노미야 후미히토 친왕 秋篠宮文仁親王 후미히토 |      | 1965년 11월 30일 고쿄 궁내청 병원 아키히토와 상황후 미치코의 아들                     | 후미히토 친왕비 기코 고쿄 1990년 6월 29일 1남 2녀 | 나루히토의 동생 |
| 2위          | 아키시노노미야 히사히토 친왕 秋篠宮悠仁親王 히사히토 |      | 2006년 9월 6일 아이쿠 병원 아키시노노미야 후미히토 친왕와 후미히토 친왕비 기코의 아들 |                                                   | 나루히토의 조카 |
| 3위          | 히타치노미야 마사히토 친왕 常陸宮正仁親王 마사히토   |      | 1935년 11월 28일 고쿄 쇼와 천황과 고준 황후의 아들                                    | 마사히토 친왕비 하나코 고쿄 1964년 9월 30일       | 나루히토의 숙부 |

일본에서 여성 천황을 인정하지 않는 것은 유엔으로부터 성평등에 위배된다는 인권위 권고를 받기도 했다. 유엔 인권최고대표사무소 소속의 여성차별철폐위원회(CEDAW)는 2024년 10월 29일(현지시간) 유엔 스위스 제네바사무소에서 일본 정부의 여성 정책을 심사한 뒤, 남성 왕족만 천황으로 즉위할 수 있도록 한 기존 황실전범의 개정을 권고했다. 기존 황실전범이 남성으로 왕위 계승 자격을 한정지은 것은 성평등에 위배되는 정책인 만큼, 내친왕(공주) 등 여성 왕족도 계승권을 가지고 천황으로 즉위할 수 있도록 황실전범을 개정하라는 것이었다.
이미 해당 심사 당시에도 일본 측은 "차별철폐위에서 황실전범을 다루는 것은 부적절하다"고 항의하면서 해당 부분의 삭제를 요구하는 등 불쾌함을 드러냈으며, 유엔 권고 이후 이와야 다케시 외무장관은 11월 1일 "(유엔 위원회가) 국가의 기본과 관련된 사안을 권고해 대단히 유감"이라고 밝혔으며, 하야시 요시마사 관방장관도 "(여성의 천황 계승권 문제는) 인권과 관련 없는 문제"라고 단언했고, 일본의 극우 정당인 일본유신회는 "(천황 계승 문제는) 나라의 문화와 역사 문제"라고 반박했다. 나아가 이에 대한 항의 차원으로 일본 외무성은 2025년 1월 29일 유엔 인권최고대표사무소(OHCHR)에 해마다 일본 정부가 내던 갹출금(매년 2000만∼3000만엔)의 용도에서 여성차별철폐위원회를 제외하도록 결정하였다.

## 기타
- 중국 당나라의 제3대 황제인 고종 이치(李治)는 천황(天皇) 또는 천황대제(天皇大帝)로 불렸다.

## 같이 보기
| - 팔굉일우 - 남조 (일본) - 북조 (일본) - 군국주의 - 전체주의 - 제국주의 - 국사행위 - 고쿄(황거) - 일본 제국 | - 일본제국 헌법 - 천황기관설 - 일본국 헌법 - 일본의 전쟁 범죄 - 국가원수 - 일본 궁내청 - 일본의 역사 - 천황배 - 쇼와 천황의 전쟁책임 | - 천황제 폐지론 - 일본의 황위 계승 순위 - 천황배 전일본 축구 선수권 대회 - 일본의 내각총리대신 |

## 참고 문헌
1. ↑  “보관된 사본”. 2020년 10월 14일에 원본 문서에서 보존된 문서. 2021년 5월 30일에 확인함.
2. ↑  衆議院憲法調査会事務局 編(참의원 헌법조사회 사무국, 편저) (2003년 2월). “象徴天皇制に関する基礎的資料(상징천황제에 관한 기초적 자료)” (PDF) (일본어). 2007년 3월 31일에 원본 문서 (PDF)에서 보존된 문서. 2007년 8월 3일에 확인함.
3. ↑  당 고종의 시호가 「천황대성대홍효황제(天皇大聖大弘孝皇帝)」였던 것 외에도 남한(南漢)의 초대 황제 유습(劉龑)이 붕어한 뒤 「천황대제(天皇大帝)」라는 시호로 기록된 것을 중국의 기록에서 찾아볼 수 있다. 또한 일본에서는 덴무 천황이 천황이라는 칭호를 사용한 최초의 인물로 다이호 율령에서 천황의 칭호가 법제화되고 덴무 천황이 붕어한 뒤에도 그러한 칭호가 세습되었다.
4. ↑  Uyama, Takuei (2019년 10월 23일). “天皇はなぜ「王（キング）」ではなく「皇帝（エンペラー）」なのか” [The Title of the Monarch of Japan: not the "King" but the "Emperor"] (일본어). 2019년 10월 23일에 확인함.
5. ↑  〈조선시대 日本天皇觀의 유형적 고찰〉, 손승철, 《사학연구》 제50호, 한국사학회, 1995. 12, pp. 217 ~ 250
6. ↑  고요제이(後陽成) 천황 친필 칙명문서 - e국보(일본 국립문화재연구소 소장 문화재 데이터베이스)
7. ↑  中奥宏『皇室報道と敬語』三一新書
8. ↑  https://www.youtube.com/watch?v=enk9hKYo5VE, https://www.youtube.com/watch?v=ptkX1sm0G_k
9. ↑  이상 비교 아시베 노부요시(다카하시 가즈유키 보정), 《헌법(憲法) 제4판》, 이와나미 쇼텐, 2007년, 47~48쪽.
10. ↑  “日本政府、国連委勧告に抗議　皇室典範改正勧告巡り”. 《日本經濟新聞》. 2024.10.30.
11. ↑  류호 기자 (2024.11.4). “성평등 위배되는데... 일본 정부, 유엔 '여성의 왕위 계승' 권고에도 반발만”. 《한국일보》.
12. ↑  里見稔 (2025.1.29). “政府、国連女性差別撤廃委への拠出停止へ　皇室典範の改正勧告に抗議”. 《朝日新聞》.
13. ↑  강구열 (2025.01.30). “일본 정부, ‘왕위 계승 문제 지적’ UN 위원회 지원 배제 결정”. 《세계일보》.